# Grabovica (Kladovo)
Grabovica (em cirílico:Грабовица) é uma vila da Sérvia localizada no município de Bor, pertencente ao distrito de Bor, na região de Ključ. A sua população era de 880 habitantes segundo o censo de 2002.

## Demografia
| 1948  | 1953  | 1961  | 1971  | 1981  | 1991  | 2002 |
| ----- | ----- | ----- | ----- | ----- | ----- | ---- |
| 1 916 | 2 058 | 2 083 | 2 155 | 2 242 | 2 051 | 880  |